# 圣卡普赖 (热尔省)
圣卡普赖（法語：Saint-Caprais，法語發音：[sɛ̃ kapʁɛ]）是法国热尔省的一个市镇，属于欧什区。

## 地理
圣卡普赖（43°35'38"N, 0°47'14"E）面积7.89 平方千米，位于法国奧克西塔尼大區热尔省，该省份为法国西南部内陆省份，北起顺时针与洛特-加龙省、塔恩-加龙省、上加龙省、上比利牛斯省、大西洋比利牛斯省和朗德省接壤。
与圣卡普赖接壤的市镇（或旧市镇、城区）包括：欧里蒙、贝代尚、卡斯泰尔诺巴尔巴朗、利勒-阿尔内、瑞耶、吕桑、蒙蒂龙。

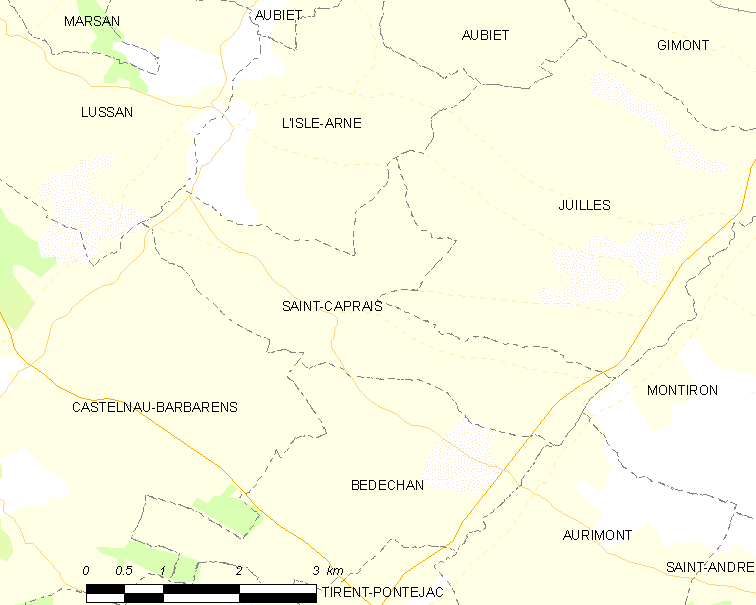
的OSM定位图

圣卡普赖的时区为UTC+01:00、UTC+02:00（夏令时）。

## 行政
圣卡普赖的邮政编码为32200，INSEE市镇编码为32467。

## 政治
圣卡普赖所属的省级选区为欧什第二县。

## 人口

1962-2008年间人口变化图示

圣卡普赖于2022年1月1日时的人口数量为146人。